# Konene
Konene est un village du Cameroun situé dans le département du Boyo et la Région du Nord-Ouest, à proximité de la frontière avec le Nigeria. Il fait partie de la commune de Fonfuka.

## Population
Lors du recensement de 1987, on y a dénombré 1 004 habitants.
Lors de celui de 2005, 2 666 personnes y ont été dénombrées.
Une étude locale de 2012 a estimé la population à 10 000 personnes.
Certains villageois y parlent le bum, une langue bantoïde des Grassfields.